# Macromitrium gimalacii
Macromitrium gimalacii är en bladmossart som beskrevs av Maurice Bizot och Onraedt in Onraedt 1976. Macromitrium gimalacii ingår i släktet Macromitrium och familjen Orthotrichaceae. Inga underarter finns listade i Catalogue of Life.